# Gustavo Ayón
Gustavo Alfonso Ayón Aguirre (Zapotan, Nayarit, 1 de Abril de 1985) é um basquetebolista profissional mexicano que atualmente joga pelo Real Madrid.